# Pierre Puget
Pour les articles homonymes, voir Puget (homonymie).
Pierre Puget, né le 16 octobre 1620 à Marseille, et mort dans la même ville le 2 décembre 1694, est un sculpteur, dessinateur, peintre et architecte français.
Il fut célébré par de nombreux auteurs aux XVIIIe et XIXe siècles comme « le Michel-Ange de la France », l'un des représentants de l'esprit classique français du Grand siècle dans la sculpture, comme le fut Nicolas Poussin pour la peinture. Il est l'un des introducteurs de l'Art baroque en France, bien illustré par ses réalisations architecturales. À la fois artiste et artisan, il peut être considéré comme un exemple de créateur complet, dont le talent transcende les techniques.

## Biographie

### Naissance et apprentissage

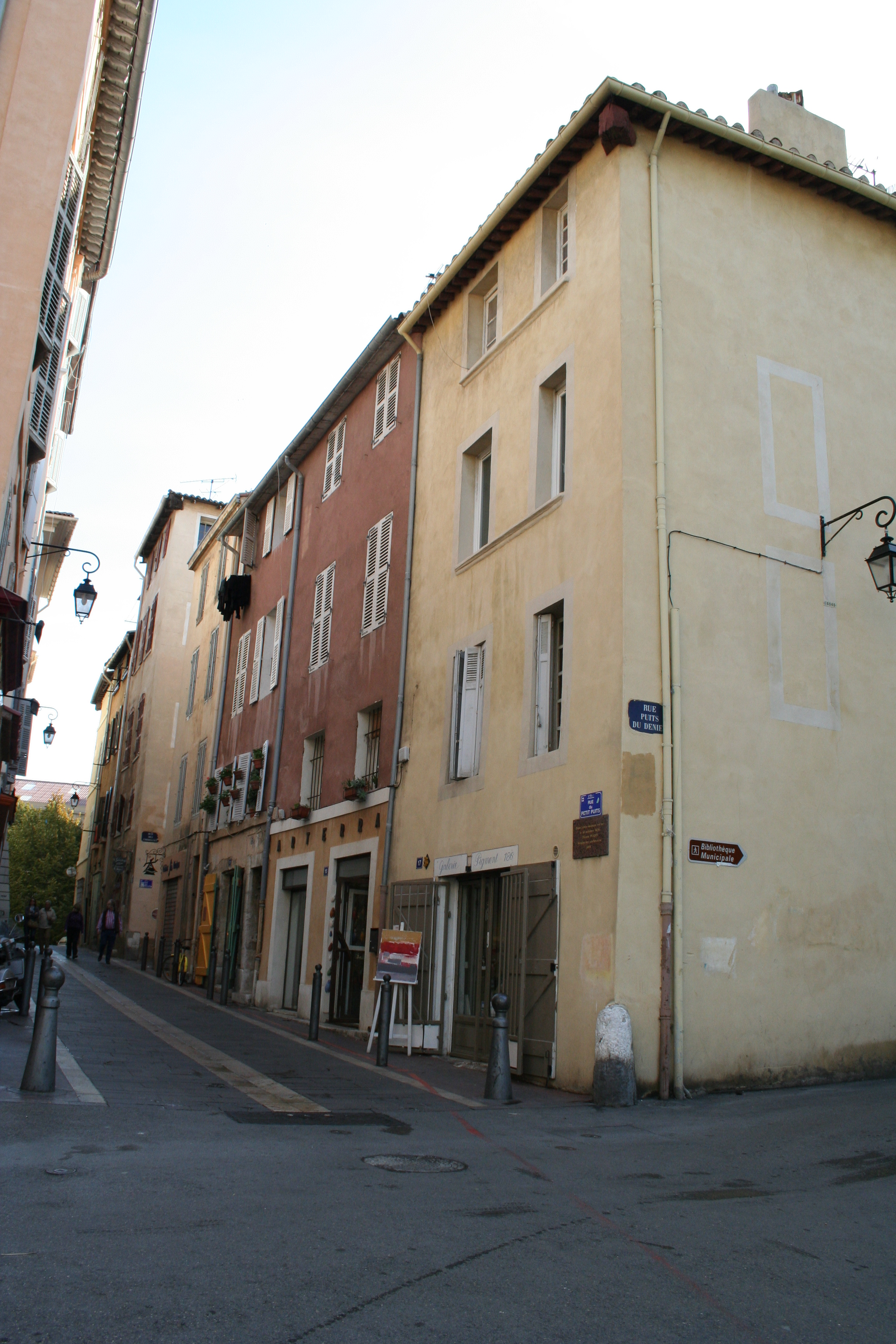
La maison natale de Pierre Puget à Marseille.

Pierre Puget est né le 16 octobre 1620 à Marseille dans une maison construite par son père située à l'actuel no 20 de la rue du Puits du denier à l’angle de la rue du Petit Puits dans le quartier populaire du Panier, à proximité de la Vieille Charité. Son père, Simon Puget, fils d'un agriculteur aisé, Paul Puget dit Paulet, établi sur un vaste domaine agricole situé à l'Estaque près de la vallée de Riaux, quitte l'agriculture et s’installe à Marseille vers 1600 pour y exercer la profession de maître maçon. Simon Puget épouse Marguerite Cauvin qui lui donne neuf enfants (quatre garçons et cinq filles : Jean, l'aîné, puis Gaspard, Anne, Virginie, Jeanne, Marguerite, Constance, Pierre et César). Trois d'entre eux, uniquement des garçons atteindront l'âge adulte : l’aîné, Jean né en 1611 ; Gaspard, né en 1615, et enfin Pierre.
Pendant longtemps, on a cru que Pierre Puget était né en 1622 dans la propriété rurale de ses grands parents dans la vallée de Riaux : c'est pour cela que Cézanne a peint une toile, conservée à Washington à la National Gallery of Art, dénommée Maison en Provence, la vallée de Riaux près de l’Estaque afin de rendre hommage au maître vénéré.
Pierre n'a que deux ans lorsque son père meurt brutalement, le 8 octobre 1622, d’une chute d'échafaudage. À quatorze ans, sa mère le met en apprentissage chez maître Roman, spécialisé dans la confection du mobilier d’église. Il travaille notamment à la décoration de l'église Saint-Martin, aujourd’hui disparue, mais, contrairement à la tradition répandue sur la foi du sculpteur Jean Dedieu et par le père Bougerel, la décoration des galères ne semble pas faire partie de l'activité de Roman.

### Premier voyage en Italie (1638-1643)
Vers 1638, Pierre part pour Livourne, puis Florence et enfin Rome où il travaille dans l'atelier d'un sculpteur sur bois qui l'introduit dans l'équipe de Pierre de Cortone, qui achève la décoration du palais Barberini. De retour à Florence pour terminer le palais Pitti, Pierre de Cortone essaie de retenir Pierre Puget, mais ce dernier décide de revenir à Marseille à la fin de 1643 ou au début de 1644 probablement pour retrouver sa mère malade. C'est à cette période qu'il est susceptible de peindre le portrait de sa mère.

### Marseille et Toulon (1644-1659)

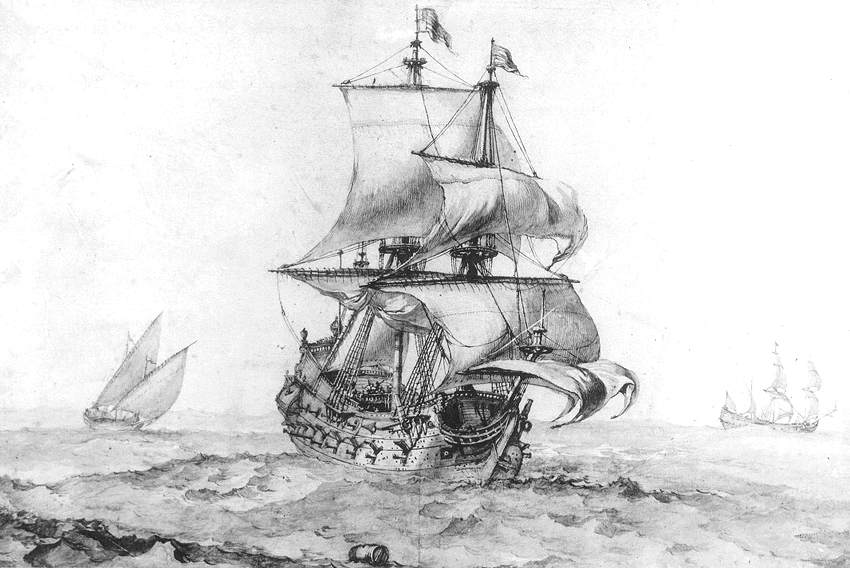
Vaisseau de guerre dessiné par Pierre Puget. L'artiste décore le gaillard arrière de plusieurs bâtiments de guerre.

Pierre Puget assiste, le 25 mai 1644 à Marseille, au partage des biens paternels avec ses deux frères Jean et Gaspard. En 1645, probablement après le décès de sa mère, Pierre rejoint à Toulon son frère Gaspard qui, de tailleur de pierre, deviendra sculpteur puis architecte. L'amiral Jean Armand de Maillé lui demande de travailler pour l'atelier du maître-sculpture sur bois Nicolas Levray, chef de l'atelier de décoration à l’arsenal de Toulon : il décore le navire Le Magnifique qui, après la mort de l'amiral, est rebaptisé La Reine.
Pendant l'année 1646, Pierre Puget fait un court séjour à Rome où il accompagne un religieux feuillant envoyé par la reine mère pour y copier des antiques. Ce religieux pourrait être, comme le pense Lagrange, le père Joseph qui « avait peint sous Vouet avant d'aller à Rome, où il se noya dans le Tibre ». De retour à Toulon, il épouse Paule Boudet le 8 juillet 1647. Ils ont un fils, François Puget, qui naît le 17 décembre 1651 et sera peintre.
Pendant la Fronde (1648-1652), l'activité de l’arsenal cesse pratiquement et Puget se consacre essentiellement à la peinture. Il exécute à la demande des tableaux et des retables pour des confréries religieuses, des églises paroissiales et des couvents. Ainsi en 1652, pour le baptistère de la cathédrale de Marseille, il réalise Le baptême de Constantin et Le baptême de Clovis. Il maîtrise alors parfaitement l'art pictural.
Le 16 février 1655, la ville de Toulon décide d'ériger un portail avec balcon à l'hôtel de ville. Les consuls de Toulon passent un marché avec Nicolas Levray ; Pierre Puget qui avait commencé depuis quelques années une carrière de sculpteur, propose deux atlantes à la Michel-Ange pour soutenir le balcon. Enthousiasmés par le projet, les consuls résilient le marché passé avec Nicolas Levray pour passer un nouvel acte avec Pierre Puget. C'est une réussite éclatante.

### Du Vaudreuil à Vaux-le-Vicomte (1659-1661)
Bien que Puget continue à peindre occasionnellement, c'est sa réputation de sculpteur qui franchit les frontières de la Provence jusqu'à la Cour. Le marquis Claude Girardin l'appelle pour orner de statues le parc de son château du Vaudreuil. Nicolas Fouquet le sollicite ensuite pour les sculptures du château de Vaux-le-Vicomte et l'envoie à Gênes afin de choisir les plus beaux marbres de Carrare pour la réalisation des statues. Après la disgrâce de Fouquet survenue le 5 septembre 1661, Puget décide prudemment de rester à Gênes.

### Deuxième séjour italien: Gênes (1661-1668)

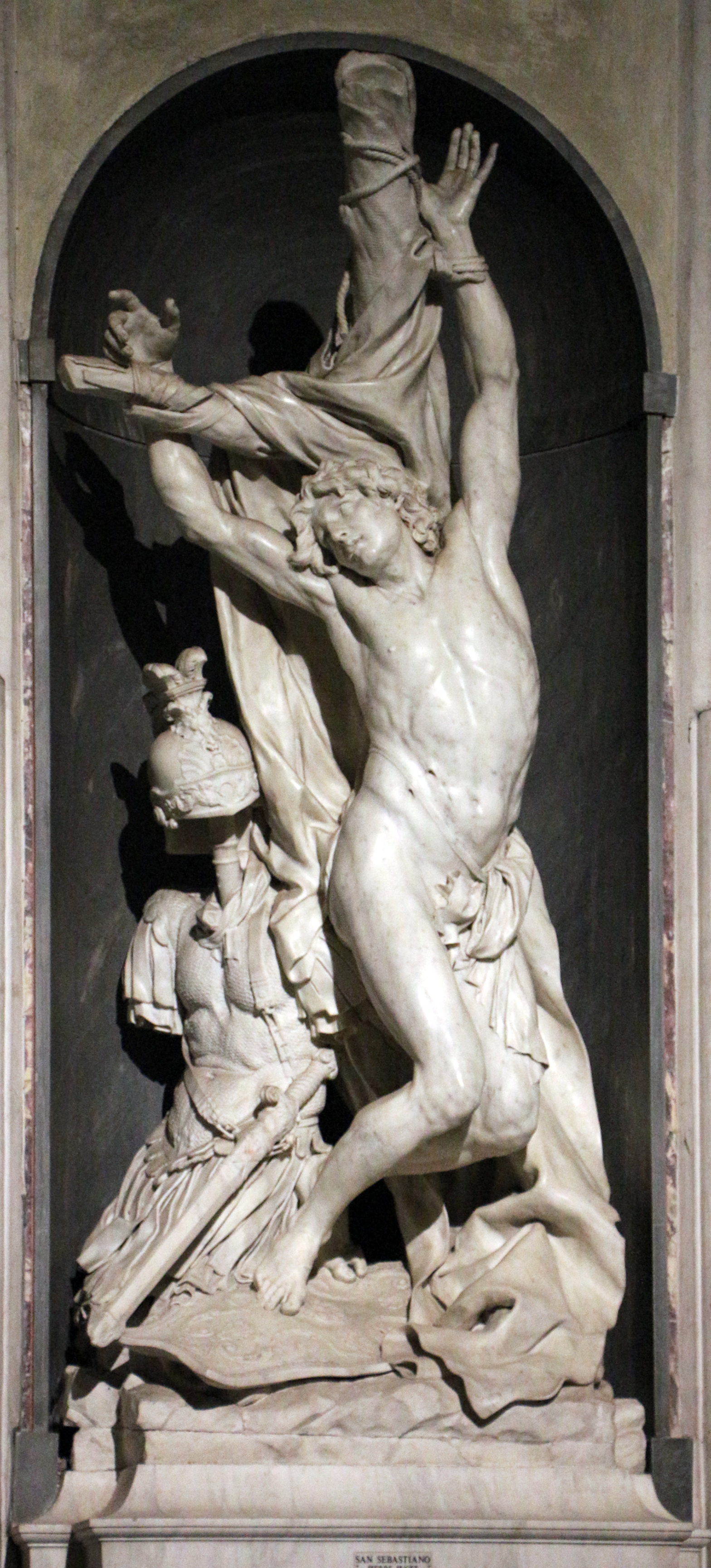
Saint Sébastien, Gênes, basilique Santa Maria Assunta.

Pierre Puget travaille avec ardeur pour les patriciens de la capitale ligure. L'Hercule gaulois primitivement destiné aux jardins de Vaux-le-Vicomte, est sculpté pendant cette période. Il effectue un court voyage à Rome en 1662, puis un bref séjour en Provence en mai 1663 d'où il revient avec sa femme, son fils et son élève Christophe Veyrier. Le travail du marbre plus fin que la pierre qu'il avait utilisée pour créer les atlantes de Toulon (en pierre de Calissanne), est pour Puget un éblouissement. Il a pour le marbre une admiration sensuelle et quasi amoureuse ; il écrit à Louvois en 1683 : « la pièce de marbre est sans défaut et blanche comme neige ». Il veut également dominer ce matériau, puisqu'il écrit dans la même lettre la fameuse phrase : « le marbre tremble devant moi, si grande que soit la pièce ». Il continue par ailleurs à peindre : le tableau de la Sainte famille date de 1663 environ.
La municipalité de Marseille souhaitant reconstruire un hôtel de ville, Pierre Puget réalise à Gênes deux projets. Le premier datant de 1663 est un dessin d'un édifice conçu comme un palais romain. Le deuxième propose un bâtiment plus modeste. Aucun des deux projets ne sera retenu.

### L'arsenal de Toulon (1668-1679)
Puget rentre en France en 1668, afin d’assurer la direction de l'atelier de sculpture de l'arsenal de Toulon, en remplacement de Nicolas Levray. Il n'accepte ce poste qu'après une longue période de négociation. Il indique dans une lettre du 18 janvier 1667 ses exigences qui ne seront acceptées par Jean-Baptiste Colbert qu'en avril 1668.
Il poursuit pour Marseille et Toulon ses projets d'urbanisme. Il entreprend des sculptures destinées au parc de Versailles : statue de Milon de Crotone, bas-relief d'Alexandre et Diogène, et statue de Persée délivrant Andromède.
L'indépendance de Puget et ses projets coûteux finissent par exaspérer Colbert qui le licencie en 1679 de l'atelier de l’arsenal de Toulon.

### Retour définitif à Marseille (1680-1694)

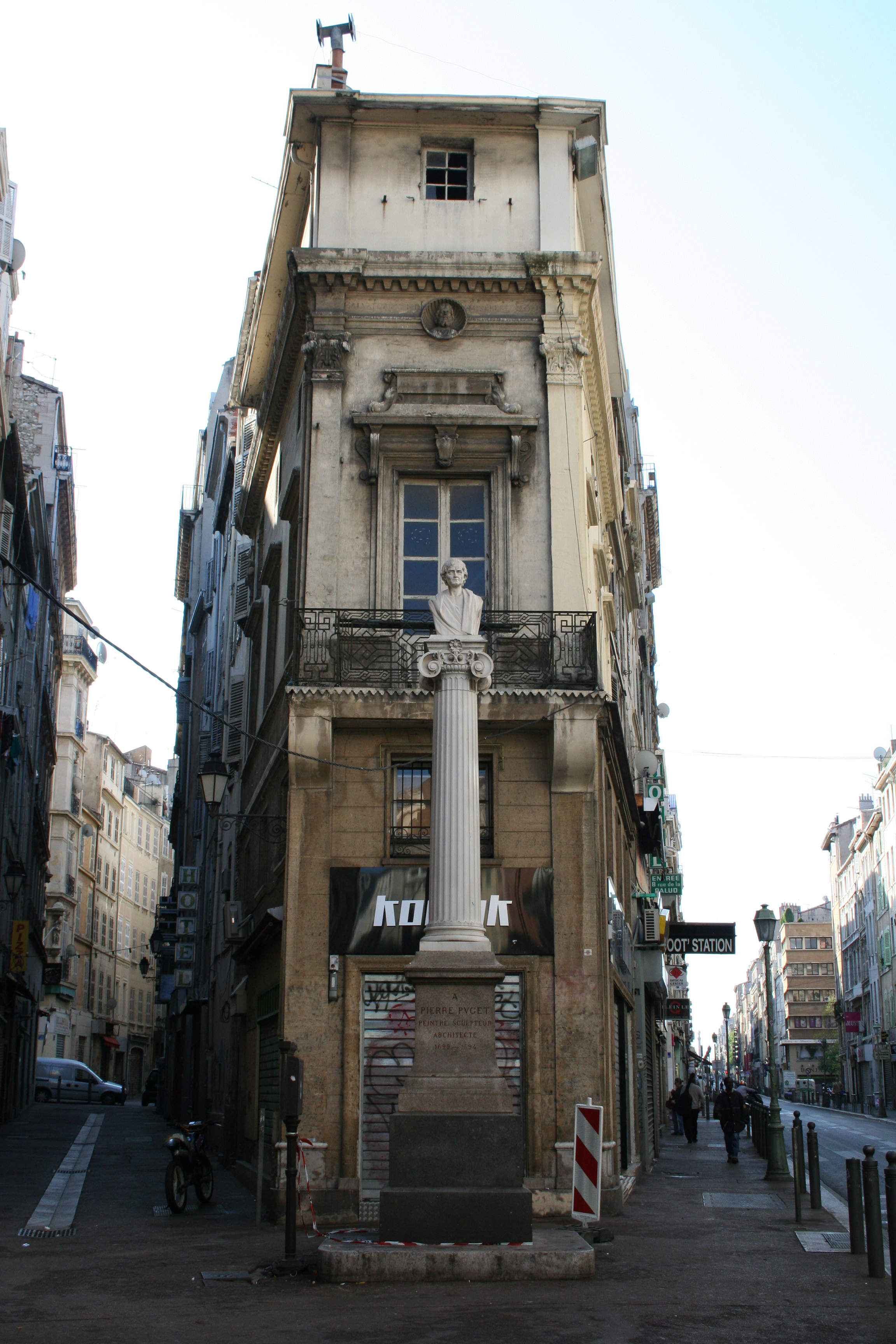
La maison de Pierre Puget, Marseille, angle de la rue de Rome et de la rue de la Palud.

Puget quitte Toulon pour s’installer à Marseille. En 1681 il se construit une maison à l’angle de la rue de Rome et de la rue de la Palud. Cette maison se compose d’un rez-de-chaussée avec entresol, de deux étages et d’un attique. La fenêtre du premier étage sur la façade en pan coupé s’ouvre sur un balcon. Au-dessus de cette fenêtre, Puget avait placé dans une niche circulaire un buste du Christ en ronde bosse avec cette inscription : « Salvator mundi, miserere nobis ». En dessous on pouvait lire : « Nul travail sans peine ». Dans le courant du XIXe siècle le buste du Christ est remplacé par une tête en hermès d’une grande médiocrité. Le buste original serait soit celui qui se trouve au musée des beaux-arts de Marseille, soit un autre conservé dans une collection particulière. Au début du XIXe siècle, la corniche de la maison a été rognée ; le maçon chargé des réparations allait raser les chapiteaux et les pilastres considérés comme des nids à poussière quand l’archéologue Alexandre de Fauris de Saint-Vincens (1750-1819), arrêta « ce vandalisme ».
Entre 1690 et 1693 il achète à proximité de sa maison de ville un terrain sur les pentes de la colline Fongate encore plantée de vignes, il y construit une maison de campagne connue sous le nom de « Pavillon Puget » ou de « Villa Fongate ». Cette bastide figure sur une gravure anonyme de la Chambre de commerce de Marseille[réf. nécessaire], ainsi que  sur le plan dressé par Joseph Razaud en 1743,. Le Pavillon Puget est démoli en 1747 pour permettre la prolongation de la rue Rue Balthazar-Dieudé.

## Le peintre
La peinture de Pierre Puget a été relativement délaissée jusqu'au début du XXe siècle. L'historien Arnaud d’Agnel, très critique sur la peinture de Puget, écrit en 1921 : « l'inégalité du maître et la variété trop grande de ses procédés montrent une hésitation persistante, une recherche infructueuse de la voie à suivre […] il n'est pas un grand peintre. ». Par la suite, l'Italien Giulano Briganti et l'Allemand Klauss Herding ont proposé un nouveau regard sur la peinture de Puget. Marie-Christine Gloton a également consacré plusieurs ouvrages ou communications pour redonner toute sa place à la peinture de Puget.
Les peintures connues de Pierre Puget sont au nombre de dix-sept, parmi lesquelles on peut retenir les œuvres suivantes :
- Sainte Cécile, huile sur toile, 74 × 101 cm, (musée des beaux-arts de Marseille), représentée sous la forme d'une jeune femme, les mains posées sur le clavier d'une épinette et les yeux fixés sur une partition présentée par un angelot ;
- L'Apparition de la Vierge au bienheureux Félix de Cantalice, huile sur toile, 300 × 222 cm, (Toulon, cathédrale Sainte-Marie), peinte vers 1651 pour les capucins de Toulon. Le vieux capucin tend les mains pour recevoir l'enfant Jésus que porte la Vierge. Au premier plan un jeune homme semble soutenir un nuage qui porte la Vierge. Cette toile a fait l'objet en 1995 d'une importante restauration par le Centre interrégional de conservation et de restauration du patrimoine installé à Marseille, ce qui a permis de lui redonner son éclat d'origine[10] ;
- Deux toiles peintes pour décorer le baptistère de la cathédrale de la Major à Marseille : Le Baptême de Constantin, 158 × 87 cm, et Le Baptême de Clovis, 158 × 87 cm. Le père Bougerel indique que ces deux toiles étaient protégées par une grille pour les garantir des voleurs qui avaient tenté de les enlever[11]. Ces deux tableaux sont enlevés en 1723 sur ordre du Chapitre pour enrichir la galerie du Régent. Le décès du duc d’Orléans en 1723 favorise le retour des tableaux dans la cathédrale après leur restauration par le peintre Michel Serre[Lag 3] ;
- Portrait de la mère de Pierre Puget, Marguerite Cauvin, huile sur toile, 60 × 50 cm, peinture exécutée vers 1643-1644. Âgée d'une soixantaine d'années, elle porte le costume des veuves, un rabat blanc attaché par trois nœuds couvre ses épaules. Sa tête est couverte par un voile de taffetas noir (collection particulière) ;
- Le Sacrifice de Noé, huile sur toile, 92 × 625 cm, exécutée vers 1654, elle provient de la collection Émile Ricard, frère du peintre Gustave Ricard, qui en a fait don au musée des beaux-arts de Marseille[12];
- Le Sauveur du Monde, huile sur toile, 250 × 190 cm, réalisée en 1655 pour la confrérie du Saint Sacrement. Le Christ, la main droite inclinée vers la terre, montre le ciel de la main gauche. Ce travail révèle chez l’artiste un nouvel art de peindre avec des cernes sombres ou clairs. Cette toile suivra en 1723 les mêmes péripéties que les deux toiles représentant les baptêmes de Clovis et de Constantin ;
- La Sainte famille au palmier, huile sur toile, 210 × 140 cm, figure une halte sur le chemin de l’Égypte : la Vierge avec un visage las maintient l’enfant Jésus sur ses genoux tandis qu'à droite saint Joseph se repose. Cette toile, qui appartenait à un particulier, a été acquise par la ville de Marseille en 2008 ;
- David tenant la tête de Goliath, huile sur toile, 204 × 147 cm, représente le jeune héros appuyé sur une colonne contemplant la tête tranchée de Goliath avec l’impact sanglant de la pierre de la fronde sur le front. On ignore la destination première de cette peinture (musée de l’Université Laval à Québec).
- Deux toiles peintes en 1658-1659 pour décorer la chapelle des Messieurs à Aix-en-Provence : La Visitation actuellement au musée Granet et L'Annonciation actuellement au musée des Tapisseries.
- Chef de saint Jean Baptiste, vers 1675, huile sur toile, 46,5 x 70cm, la tête du Baptiste repose sur un plat d’argent. Le tableau entre dans les collections du Louvre en 2025[13].

Peintures de Pierre Puget
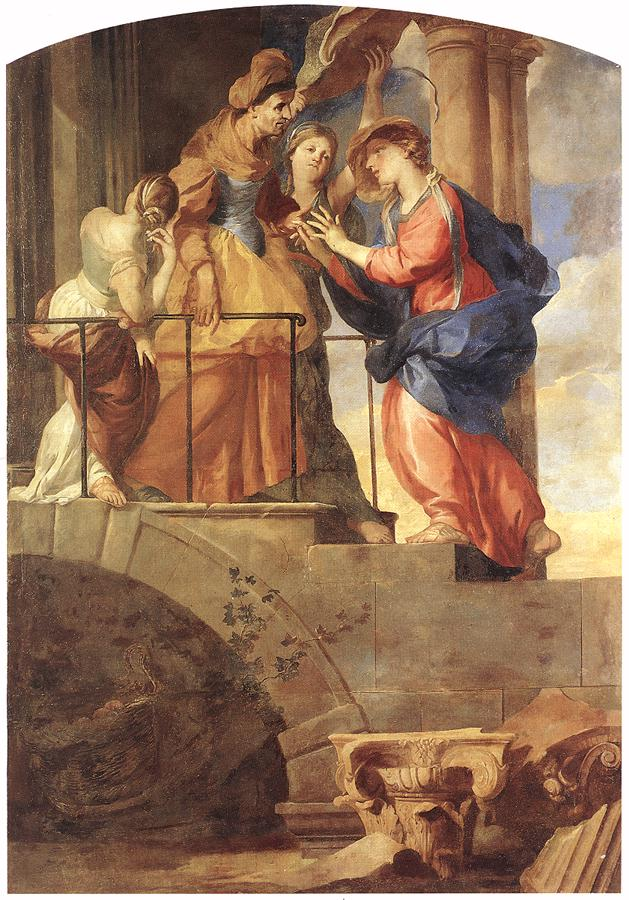
La Visitation (1659), Aix-en-Provence, musée Granet.
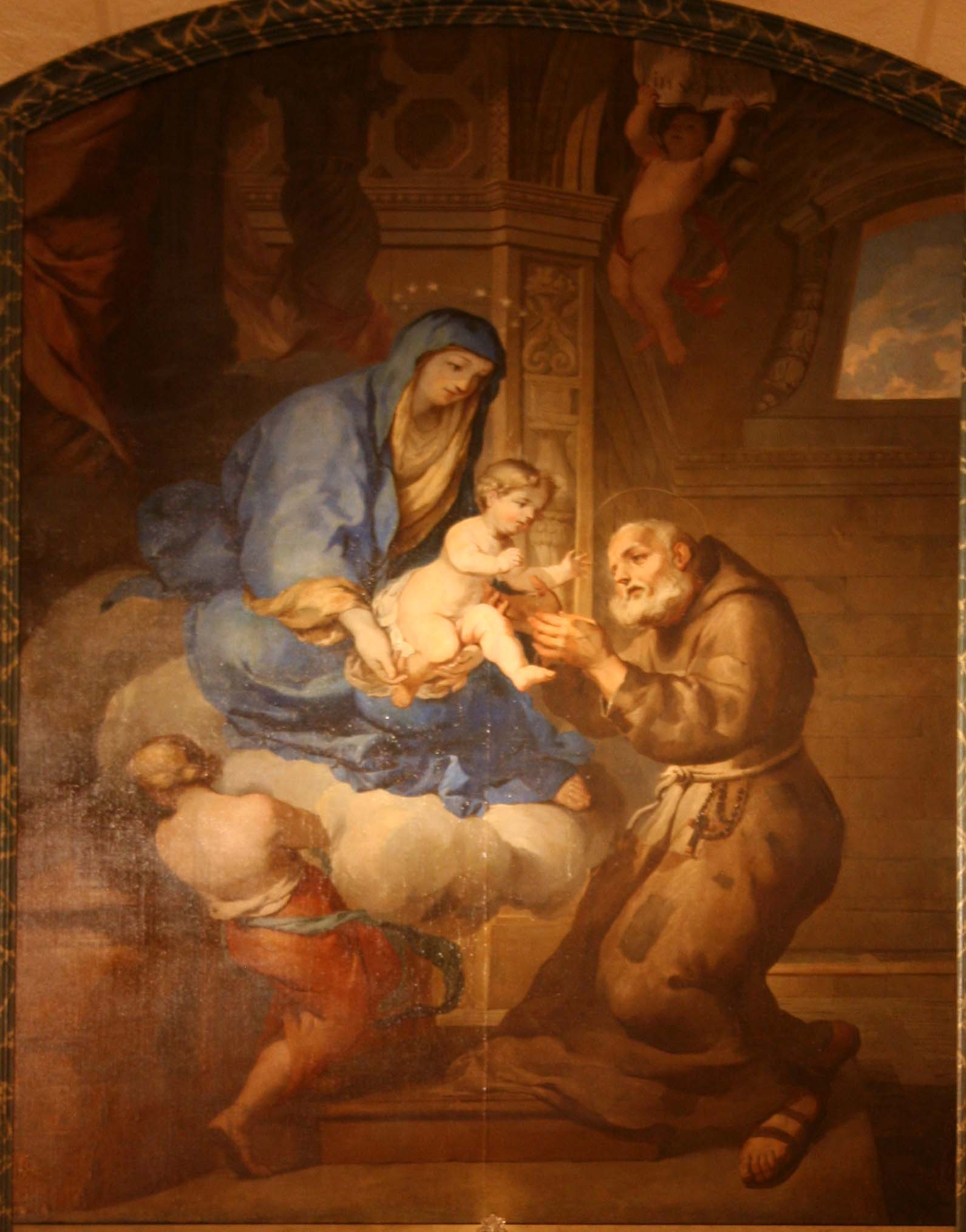
L'Apparition de la Vierge à saint Félix de Cantalice, cathédrale Notre-Dame-de-la-Seds de Toulon.
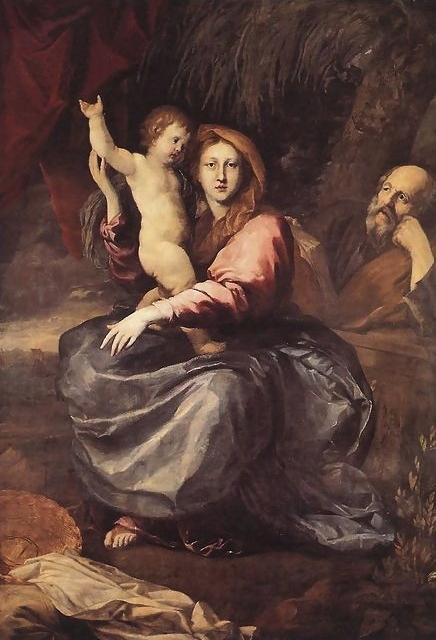
La Sainte Famille au palmier, musée des beaux-arts de Marseille.

## Le sculpteur

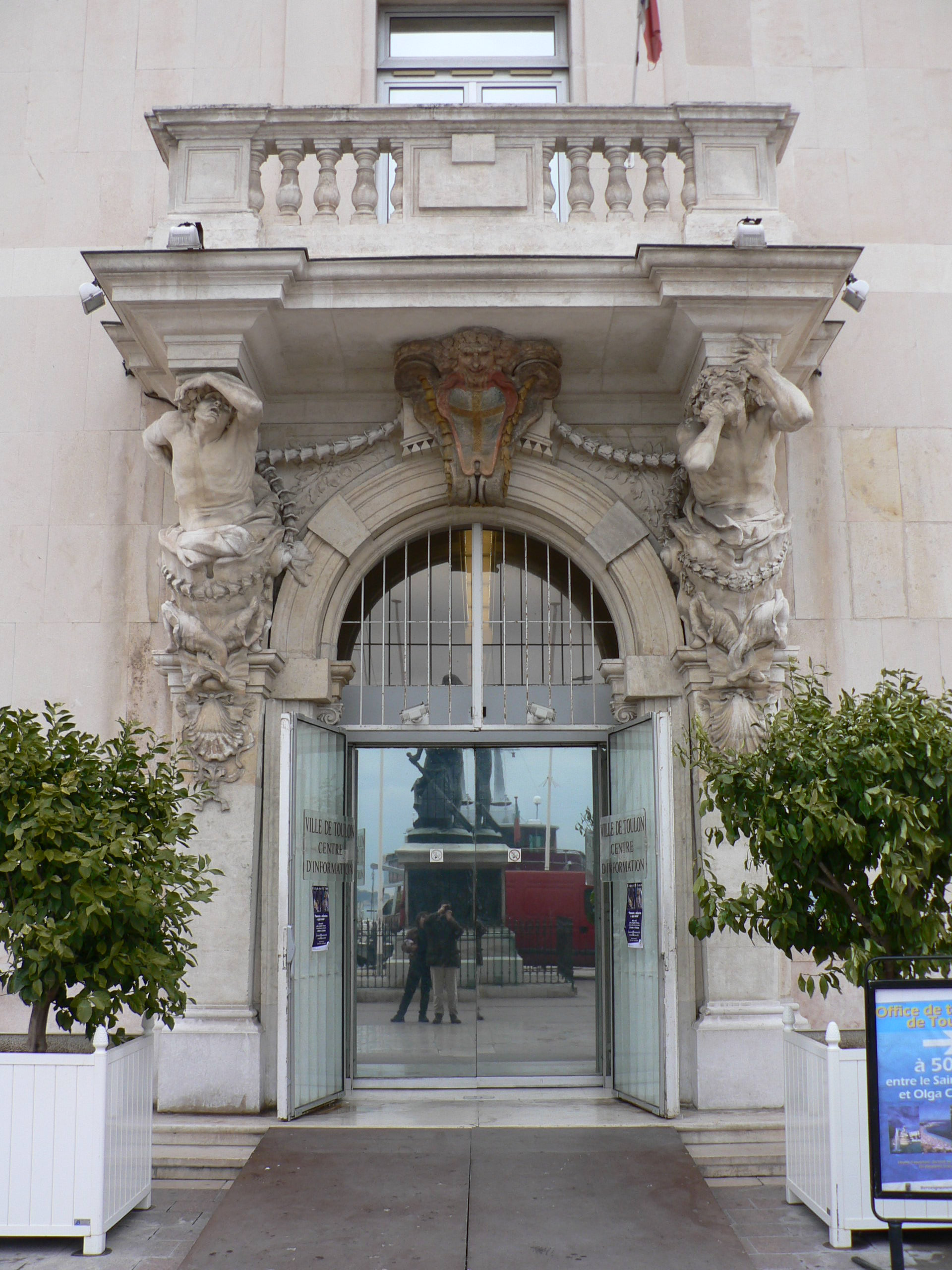
Atlantes, ancien hôtel de ville de Toulon.

Puget apprend la sculpture à Gênes avec Pierre de Cortone et connaît rapidement un immense succès. Sous Louis XIV, il sera le seul à pouvoir maintenir la comparaison avec Michel-Ange et Le Bernin. Il réalise son premier chef-d’œuvre en 1656 avec le célèbre portail soutenu par deux atlantes réalisé pour l’ancien hôtel de ville de Toulon. Les deux atlantes symbolisent la Force et la Fatigue : leur geste est celui des portefaix qui débarquent les navires de sacs de céréales et que Puget a pu voir au travail dans le port de Toulon. Il crée une œuvre admirable. « Il tord les muscles et exagère l’effort ; c’est en quoi il est baroque. Inutile d’ajouter qu’il a un métier prodigieux. Ses œuvres restées à Gênes sont aussi vivantes mais peut être moins puissantes de ton. C’est tout de même de la sculpture monumentale de grand style ». Ces atlantes ont été restaurés en 1827 par le sculpteur Hubac. Ils ont été démontés en 1944 et déposés à l'abbaye du Thoronet, puis ont réintégré le quartier du port de Toulon dans le bâtiment reconstruit après la guerre qui abrita le musée de la Marine de 1962 à 1981, et qui est depuis reconverti en mairie d'honneur.
En 1660, il achève l'Hercule terrassant l'Hydre de Lerne (musée des beaux-arts de Rouen). Cette statue est également appelée Hercule du Vaudreuil car elle a été sculptée pour le château qui s'y trouvait. Elle a été brisée à la Révolution ; les morceaux ont été retrouvés par Gaston Le Breton dans un champ à la Londe en 1884, ce qui a permis sa reconstitution. Cet Hercule est représenté portant un coup fatal à l'hydre convulsé.
Vers 1662, Puget sculpte le buste d'un philosophe conservé au Cleveland Museum of Art (États-Unis). Ce marbre de 39 cm de haut est une des rares sculptures qui soit à la fois datée et signée avec mention du lieu d'exécution : « Rome 1662 ». La tête reproduite n'a pu être formellement identifiée : Hippocrate ou Chrysippe ?
Après avoir été convoqué avec un groupe d'artistes de premier rang qui devaient orner le château de Vaux-le-Vicomte, Puget sculpte, entre 1661 et 1662, l'Hercule gaulois (Paris, musée du Louvre). Cette statue, d'abord élaborée pour Fouquet, est prise par Colbert qui la place dans le parc du château de Sceaux. Hercule est représenté assis sur la dépouille du lion de Némée et tient dans sa main les pommes d'or du jardin des Hespérides. Ces deux éléments évoquent deux des douze travaux d’Hercule.
Vers 1664, Puget sculpte pour le duc de Mantoue un bas relief représentant L'Assomption, conservé aux Musées d'État de Berlin. Il réalise également une Immaculée conception pour le maître autel de l’église Sainte Marie de Carignan à Gênes ; le musée des beaux-arts de Marseille conserve un moulage en plâtre de cette statue. Pour cette même église, il sculpte également deux autres statues : Saint-Sébastien, dont le musée du Petit Palais à Paris possède une étude en terre cuite, et l’évêque Alexandre Sauli dont le musée Granet d’Aix-en-Provence possède également une étude en terre cuite. Ces deux œuvres baroques lui vaudront le titre de plus berninesque que Bernin.
Le musée de Sant Agostino de Gênes possède une statue de marbre que Puget a dû terminer en 1681 ; la Vierge au visage limpide maintient sur ses genoux l'enfant Jésus qui lui caresse le menton de sa main gauche.
Pour le fameux Milon de Crotone, Colbert fait savoir à Puget dès 1670 qu’il respectera sa conception et lui propose de placer la statue en un emplacement de premier choix dans le parc de Versailles. Cette statue est achevée en 1682 : Milon, athlète invincible à la lutte, veut fendre un arbre avec ses mains ; les deux parties du tronc se resserrent sur ses mains. Ainsi prisonnier il sera dévoré par les loups. Puget remplace les loups par le lion, animal plus noble. L’artiste veut symboliser la vanité des efforts humains et le fait de s’engager dans une action téméraire. Son fils, François Puget, est envoyé à la Cour en 1683 pour procéder à la réception de la statue. Lors du déballage la reine, Marie Thérèse d’Autriche, se serait écriée devant le réalisme de la statue : « Ah, le pauvre homme ».
En 1684, Puget termine avec l'aide de son élève Christophe Veyrier la statue Persée délivrant Andromède qui est apportée au Havre par le même navire qui transporte aussi la statue de Louis XIV du Bernin, débarquée le 17 février 1685 et convoyée par François Puget jusqu'à Versailles. Le célèbre botaniste Joseph Pitton de Tournefort, qui a rencontré Pierre Puget, lui dit que l'on trouvait la figure d'Andromède trop petite et Persée trop vieux pour un jeune héros. Puget lui répondit « qu'un de ses élèves nommé Veyrier, qui était devenu fort habile depuis ce temps là, avait un peu trop raccourci la figure d'Andromède en l'ébauchant ; que néanmoins on y trouverait les mêmes proportions que dans la Vénus de Médicis. » Malgré ces critiques, Louvois écrit à l'artiste : « Le Roy a vu votre Andromède dont sa majesté a été très satifaite. » La statue sera transférée fin 1850 au musée du Louvre. Avec un Persée géant et une Andromède presque enfant, ce groupe contient toute l'énergie dont Puget est capable. La signification du sujet est claire : le roi représenté sous la forme de Persée, délivre la France dépeinte sous la figure d'Andromède. Celle-ci est la seule figure de femme nue sortie du ciseau de Puget. Lui qui jusqu'alors cache la femme sous les voiles pudiques de la Vierge, ose cette fois déshabiller le modèle.
Puget achève en 1689 un bas-relief en marbre représentant Alexandre et Diogène. Des lettres laissent penser que Puget songeait d'abord à réaliser une statue et non un bas-relief. Cette œuvre devait accompagner le Milon de Crotone. En effet les deux sujets présentent des similitudes, les deux personnages sont ambigus. Si Diogène est un modèle par sa modestie, il frôle l'audace téméraire, comme le fait Milon de Crotone, car alors qu'Alexandre s'approche pour satisfaire à un vœu du philosophe, ce dernier répond « Ôte-toi de mon soleil ».
Une de ses dernières œuvres est un autre bas-relief : Saint Charles Borromée priant pour les pestiférés de Milan, achevé en 1694. Cette sculpture représente au premier plan un fossoyeur traînant un cadavre. À gauche, Borromée les mains jointes prie Dieu tandis que derrière lui se trouvent deux prêtres, l'un portant une croix, l'autre un ciboire. Ce bas-relief sculpté entre 1692 et 1694 aurait été destiné à l'abbé Pierre Cureau de La Chambre, curé de l'église Saint-Barthélemy de Paris. À la mort de l'académicien, Puget cherche de nouveaux acquéreurs, mais aucune vente ne sera faite. Pierre Paul Puget, petit-fils de l'artiste, vendra cette sculpture au bureau de l'intendance sanitaire le 25 mai 1730 où l’écrivain Stendhal pourra l’admirer. Cette œuvre, restaurée en 1953 et 1994, est conservée au musée des beaux-arts de Marseille.

Sculptures de Pierre Puget
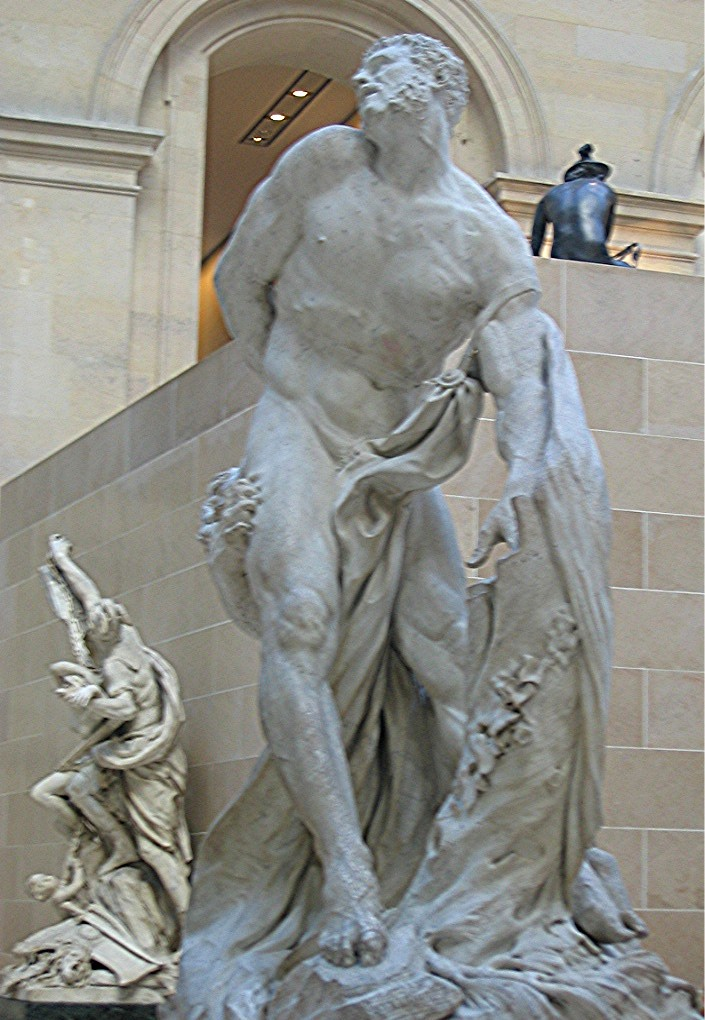
Milon de Crotone (1682), Paris, musée du Louvre.
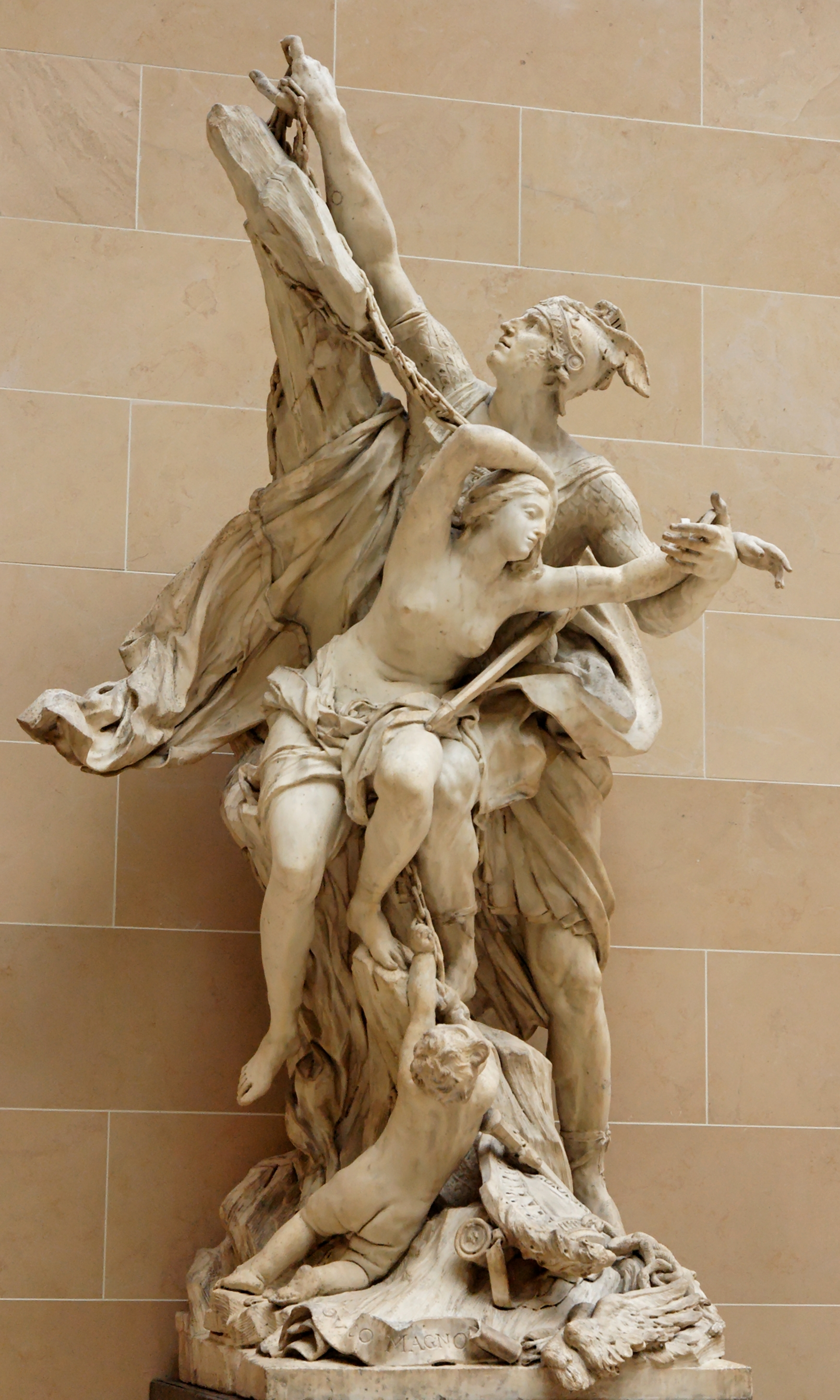
Persée et Andromède (1684), Paris, musée du Louvre.
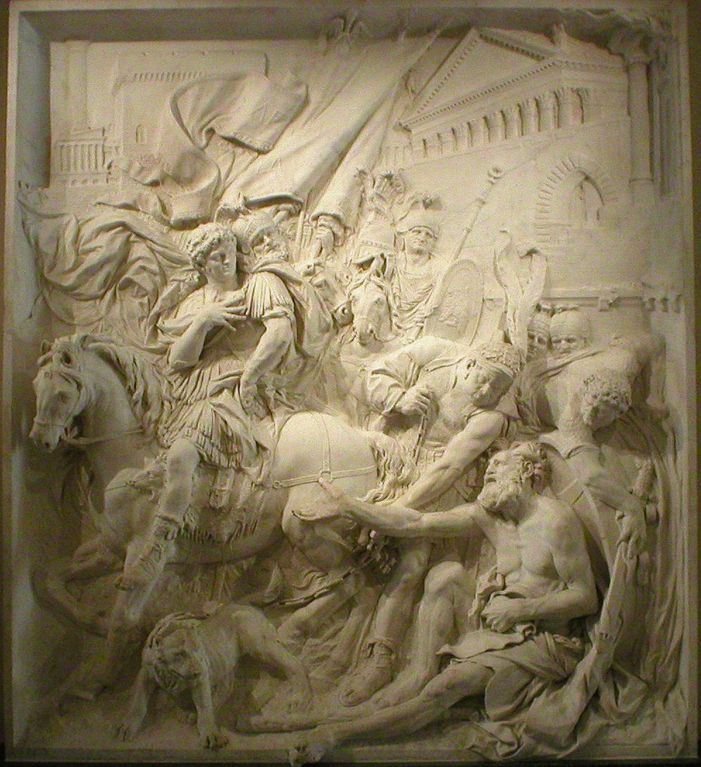
Alexandre et Diogène (1689), Paris, musée du Louvre.

## L’architecte
Si l’œuvre de Pierre Puget architecte est la moins connue et la plus controversée, on peut néanmoins retenir certaines études ou réalisations attribuables à l’artiste avec certitude.
Le portail de l'hôtel de ville de Toulon, avec ses deux magnifiques atlantes, n'est pas seulement une sculpture car l'ensemble portail, balcon et grande fenêtre constitue une œuvre d’architecture remarquable. Puget réalise en 1663 un grand projet pour l’édification d'un nouvel hôtel de ville à Marseille. Vers 1664, il réalise une deuxième étude plus modeste qui ne sera pas non plus retenue. L’édifice actuel sera réalisé à partir d’une commission d’artistes animée par Gaspard Puget et Mathieu Pourtal, les deux maîtres d’œuvre habituels de la ville.
En 1666, la ville de Marseille s'agrandit considérablement par suite de la destruction de ses remparts médiévaux et de la construction de nouveaux remparts effectuée sous la direction de l’intendant des galères, Nicolas Arnoul. À cette occasion, la ville décide de créer un nouveau cours, actuellement cours Belsunce et cours Saint-Louis, et en confie l’élaboration à Pierre Puget qui y travaille à Gênes puis à Toulon. Plusieurs plans sont réalisés par l’artiste mais, comme pour l'hôtel de ville, la réalisation est confiée à Gaspard Puget et Mathieu Pourtal. Il ne subsiste de cet ensemble exceptionnel de l'urbanisme baroque que quelques immeubles situés le long du cours Belsunce, côté est.
En 1672, Pierre Puget dessine le projet d'une halle de la poissonnerie à Marseille, dite halle Puget. La construction de cette halle est confiée à un maître maçon dénommé également Pierre Puget, ce qui a fait douter pendant plusieurs années de la conception par le grand Puget. Cette halle, après construction de murs entre les colonnes, est transformée en chapelle lors de la démolition de l'église Saint-Martin en 1857 pour le percement de la rue Colbert. Elle abritera ensuite en 1925 un commissariat de police jusqu'en 1980. Restaurée en 1987, elle a repris son aspect d'origine et correspond désormais à la description de Léo Lagrange « c'est un édifice original, le plus léger assurément des ouvrages d'architecture de Puget, le monument le plus grec de l'antique cité phocéenne. L'air y circule librement et le soleil y joue avec l'ombre de la façon la plus pittoresque ». Son harmonie, tient dans ses proportions, et au nombre de cinq colonnes ioniques sur deux côtés et sept sur les deux autres.
En 1681, il réalise sa maison d'habitation située au no 25 de la rue de Rome, à l'angle de la rue de La Palud.
La Vieille Charité reste le plus grand titre de gloire de l’architecte Puget. C’est le 27 avril 1671 que la préférence est donnée au projet de Puget et la première pierre est posée à Marseille le 14 août 1671. Cet ensemble immobilier est constitué d'une cour intérieure entourée par un corps de bâtiments à trois étages de galeries superposées. Au centre de cette cour s'élève la chapelle dont la première pierre a été posée le 20 avril 1679. Pour cette chapelle, Pierre Puget dresse un premier projet puis un second qui sera réalisé. L’exécution de ce projet sera longue, faute de crédits suffisants, mais sera suivie par Pierre Puget personnellement, puis après sa mort, par son fils François Puget jusqu’à la consécration de la chapelle en 1707. Cet ouvrage singulier avec sa coupole en forme d'ellipsoïde est l’aboutissement de la recherche architecturale de l’artiste.

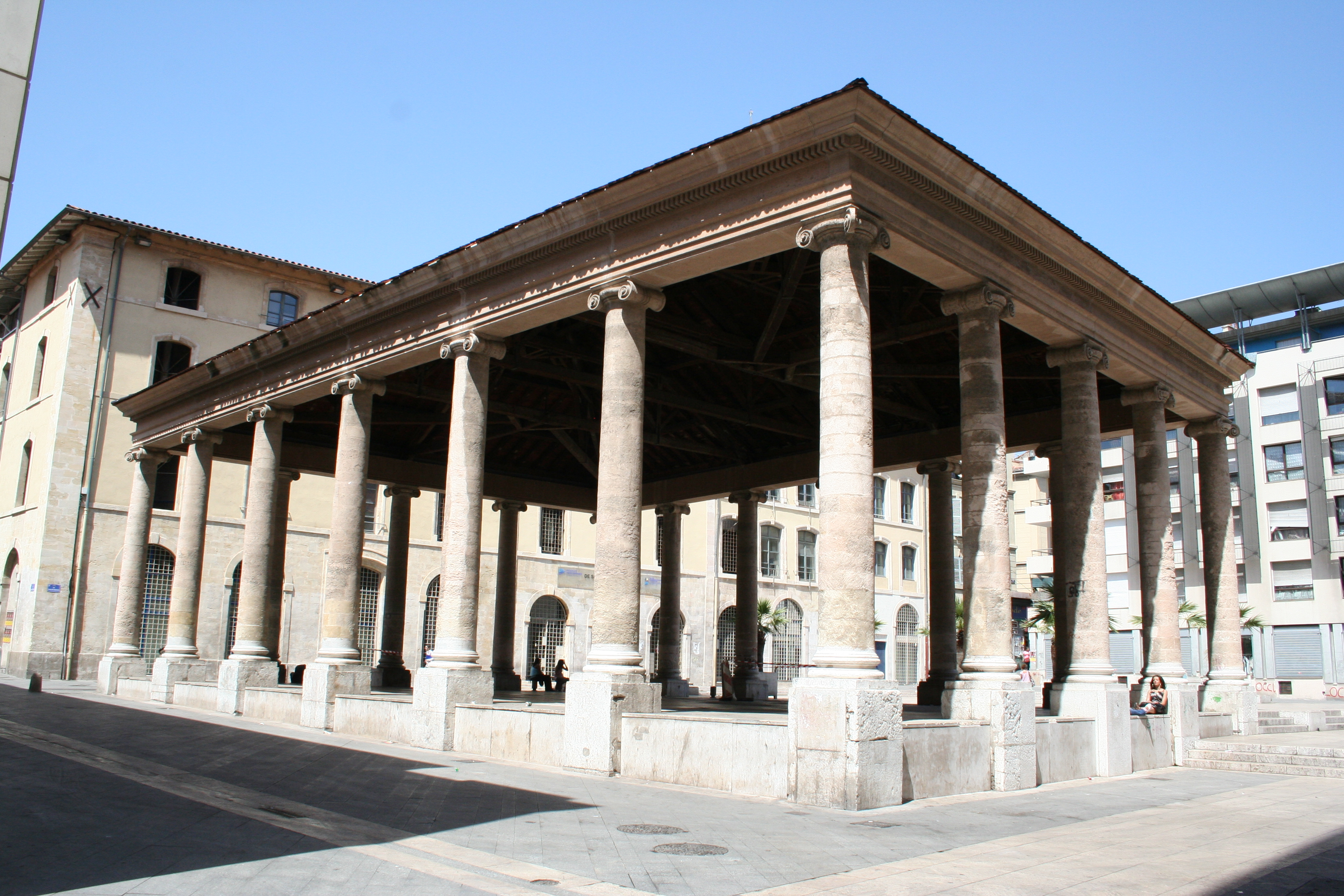
La halle Puget à Marseille.
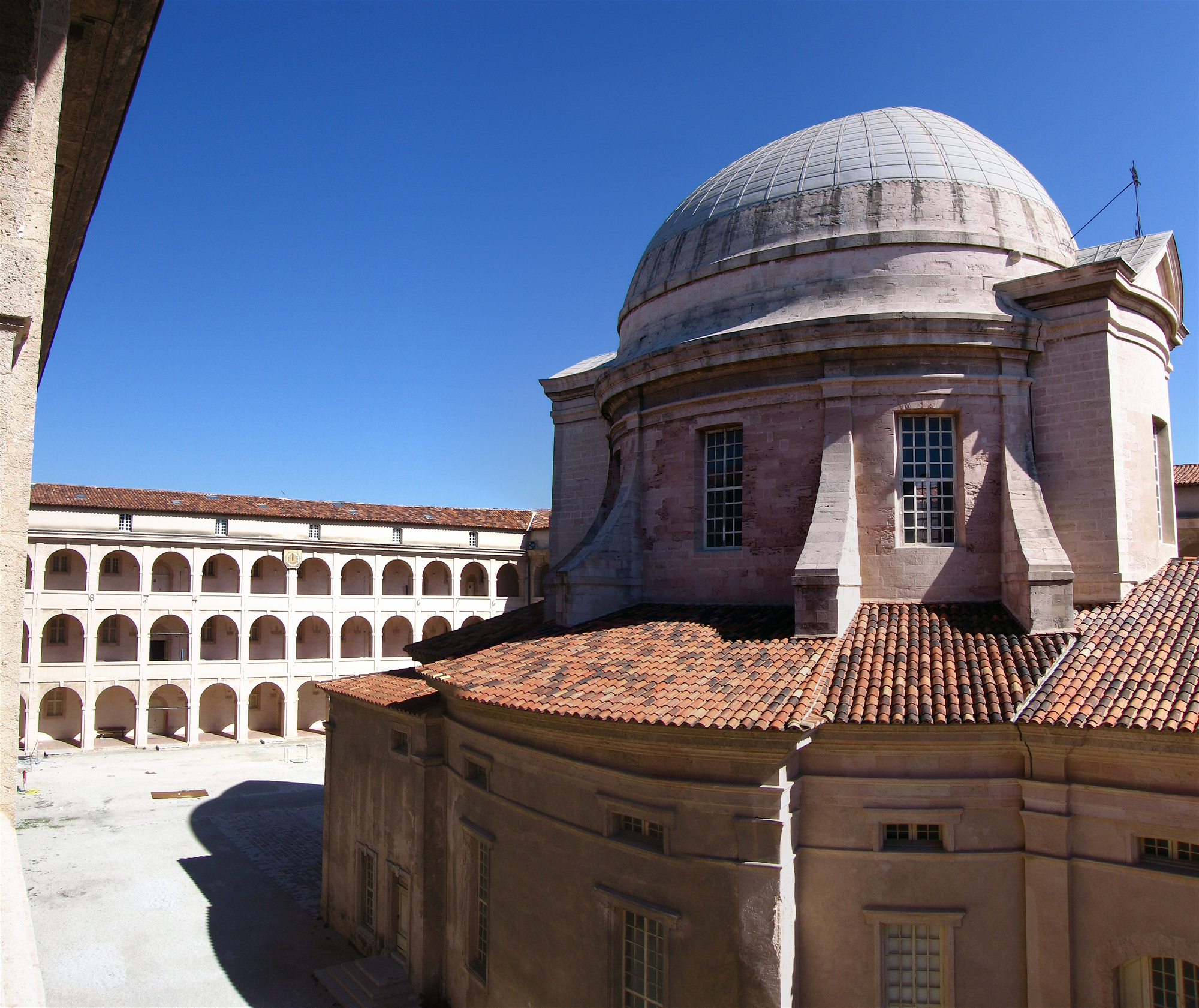
La Vieille Charité à Marseille, vue des façades intérieures et de la chapelle.

## Fortune critique
Pierre Puget est un des artistes les plus célèbres sous le règne de Louis XIV. De son vivant, il était admiré aussi bien à Rome qu'à Paris; ses grandes sculptures de marbre tant à Versailles qu'à Gênes font sa réputation. L'illustre marseillais est le seul à pouvoir soutenir la comparaison avec Michel-Ange ou Bernin. L'importance et le rayonnement de l'artiste sont bien reconnus par la Cour. L'Italie du nord et l'Allemagne centrale ont profondément subi l'influence de Puget ; bien que peu connu, ce phénomène s'explique par la fougue et la verve de l'artiste qui étaient assez proches des maîtres du baroque italien ou allemand.
Entre 1820 et 1860, la renommée de Puget connaît sa plus haute faveur. Théophile Gautier écrit le 24 août 1854 : « Pierre Puget est devenu le plus grand statuaire de son époque et peut-être l’artiste le plus franchement français dont nous pouvons nous glorifier ». Charles Baudelaire consacre à Puget une strophe de son poème "Les Phares", composé à la même époque et inséré dans Les Fleurs du mal. Puget est avec Nicolas Poussin l'artiste national par excellence ; leurs deux bustes sculptés par Antonin Mercié ornent l'entrée de l'École des beaux-arts de Paris. L'architecte Henri-Jacques Espérandieu reprendra cet éloge en 1869 en plaçant deux médaillons sculptés par Philippe Poitevin à l'entrée du musée des beaux-arts de Marseille au palais Longchamp.
À la fin du XIXe siècle, on assiste à un revirement et les œuvres de Puget sont moins appréciées. Louis Courajod écrit : « Si grands que soient les noms de Poussin et de Puget, ces artistes sont de faux parrains, de faux patrons de l'école française ». La ville de Marseille éprouve cependant le besoin d'élever un monument à la gloire de l'artiste, peut-être grâce au livre de Léon Lagrange publié en 1868.
En l'année 1935, faisant suite à de considérables recherches, l’archiviste Joseph Billioud démontre que la plupart des édifices attribués à Puget ne sont point de lui et conclut : « le vrai, l’unique témoin encore debout du génie architectural de Pierre Puget, c’est la chapelle de l’hospice de la Charité. ».

## Iconographie

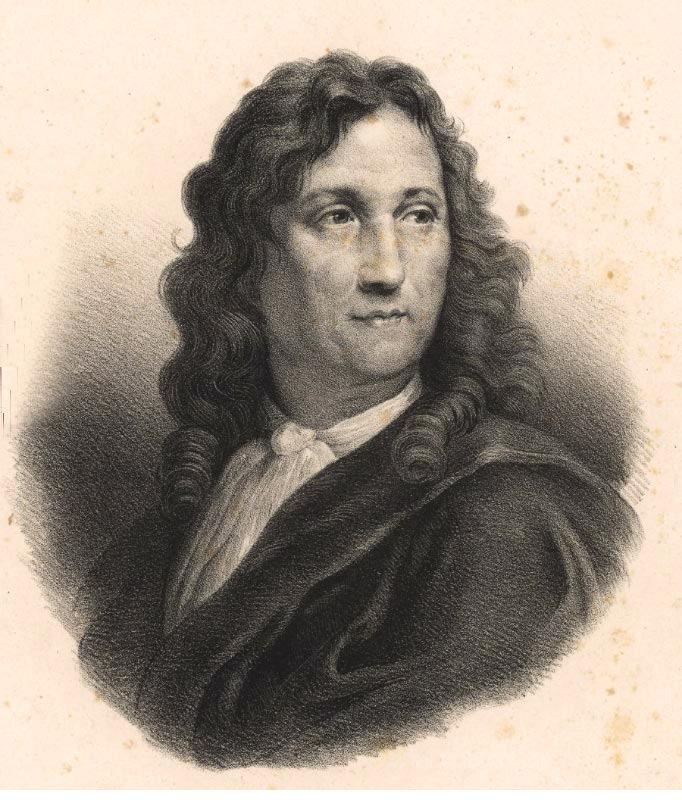
Pierre Puget, gravure d'époque.

Le visage de Pierre Puget nous est connu par deux portraits peints l'un vers 1668, l'autre vers 1690 . Ilsse trouvent respectivement à Aix-en-Provence au musée Granet et à Paris au musée du Louvre. Ce dernier tableau, peint par son fils François, sert de modèle avec des variantes à deux gravures réalisées l'une par Charles Dupuis (1685-1742), l'autre par Edme Jeaurat.
Le portrait le plus intéressant est un buste en terre cuite qui a été réalisé de son vivant vers 1685, par son ancien élève Christophe Veyrier (1637-1689) (Aix-en-Provence, musée Granet). Puget, alors âgé d'une soixantaine d'années, est au sommet de sa carrière ; il est représenté sans perruque, les cheveux courts, une simple cravate nouée autour du cou, le visage semble autoritaire. Ce portrait servira de modèle à divers monuments élevés en son honneur sculptés par Joseph Marius Ramus, Jean Marcellin, Henri-Édouard Lombard, Jean-Antoine Injalbert, Antoine François Consonove ou François Sicard.
En 1801, le préfet des Bouches-du-Rhône, Charles Delacroix, décide de faire réaliser le buste de Pierre Puget par le sculpteur Étienne Dantoine (1737-1809). À la même époque, la fontaine de la rue de Rome à Marseille, qui se trouvait devant l'ancienne maison de l'artiste, est reconstruite et ornée de ce buste ; la vasque et la fontaine sont ensuite supprimées. En 1912, le marbrier Jules Cantini offre à la municipalité un nouveau monument, orné d'un socle et d'une colonne cannelée au sommet de laquelle est placé le buste de Puget.
En 1816, un buste de Puget sculpté par Jean Joseph Foucou (1739-1821) est placé au sommet d'une colonne dans les jardins de la colline Puget. En 1835, le sculpteur Jean-François Legendre-Héral réalise un sculpture de Puget qui après avoir été présentée au Salon des artistes français de la même année prend place au musée Fabre à Montpellier. En 1855 un sculpteur aixois, Joseph Marius Ramus, réalise une statue en marbre qui sera achetée par le financier Jules Mirès et installée place de la Bourse, actuellement place du général de Gaulle, à Marseille. Une campagne de presse dénoncera la laideur du monument qui sera déplacé dans les jardins du parc Borély. François Consonove réalise aussi un buste en marbre conservé au musée des beaux-arts de Marseille.
En 1857, le sculpteur Antoine Étex réalise une statue de Puget qui orne la façade du Palais du Louvre, cour Napoléon, aile Denon à Paris. En 1864, le sculpteur, Jean Marcellin, réalise pour la cour d'honneur de la préfecture des Bouches-du-Rhône à Marseille une statue de Puget.
Vers 1885, un comité présidé par le journaliste Horace Bertin est constitué à Marseille pour l'érection d'une statue représentant Puget et ouvre une souscription. Un concours est lancé et cinq sculpteurs sont retenus : Henri-Édouard Lombard, Jean-Antoine Injalbert, Jean-Baptiste Hugues, Paul Ducuing et Jean-Baptiste Belloc. Après une deuxième épreuve, Lombard, grand prix de Rome, est retenu le 21 août 1897. Cette statue remplace celle de Joseph Marius Ramus à la place du Général de Gaulle et sera inaugurée le 16 septembre 1906 par le président de la République Armand Fallières. En 1970, la statue est démontée et replacée quelques mois plus tard en haut du cours Pierre-Puget; elle est inaugurée par le maire Gaston Defferre le 20 février 1971.
En 1891 Jean-Antoine Injalbert réalise une statue qui est installée dans les jardins Alexandre Ier à Toulon. En 1910, François Sicard réalise un monument qui est installé au centre de la place Leverrier à Marseille.

Œuvres en hommage à Pierre Puget
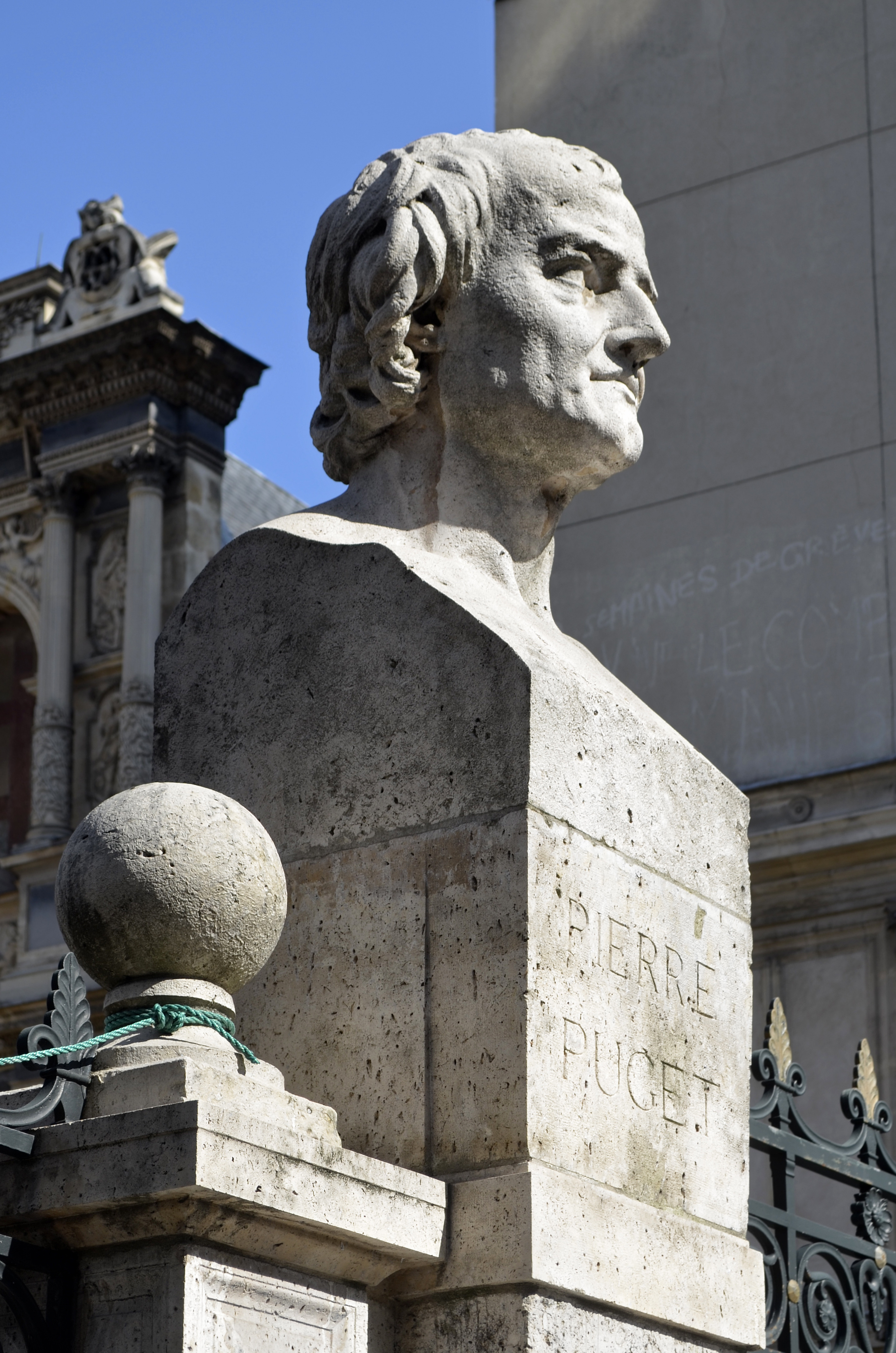
Antonin Mercié, Buste de Pierre Puget à l'entrée de l'École des beaux-arts de Paris.
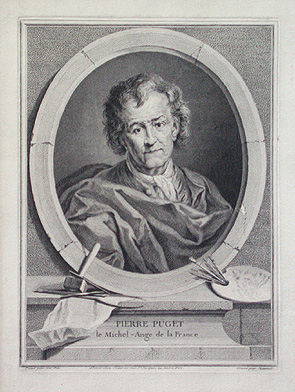
Gravure d'Edme Jeaurat.
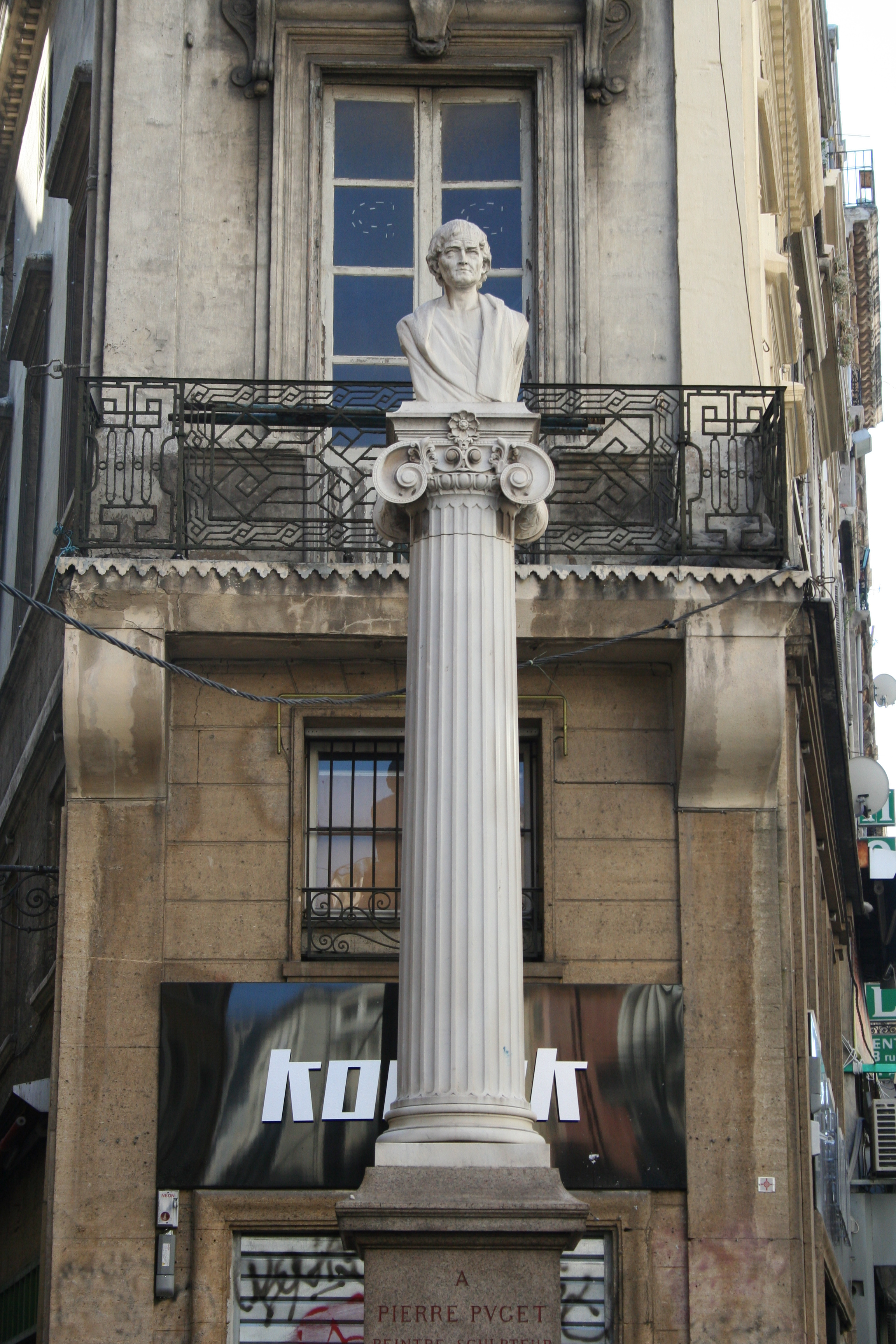
Étienne Dantoine, Monument à Pierre Puget, Marseille, maison de Puget.
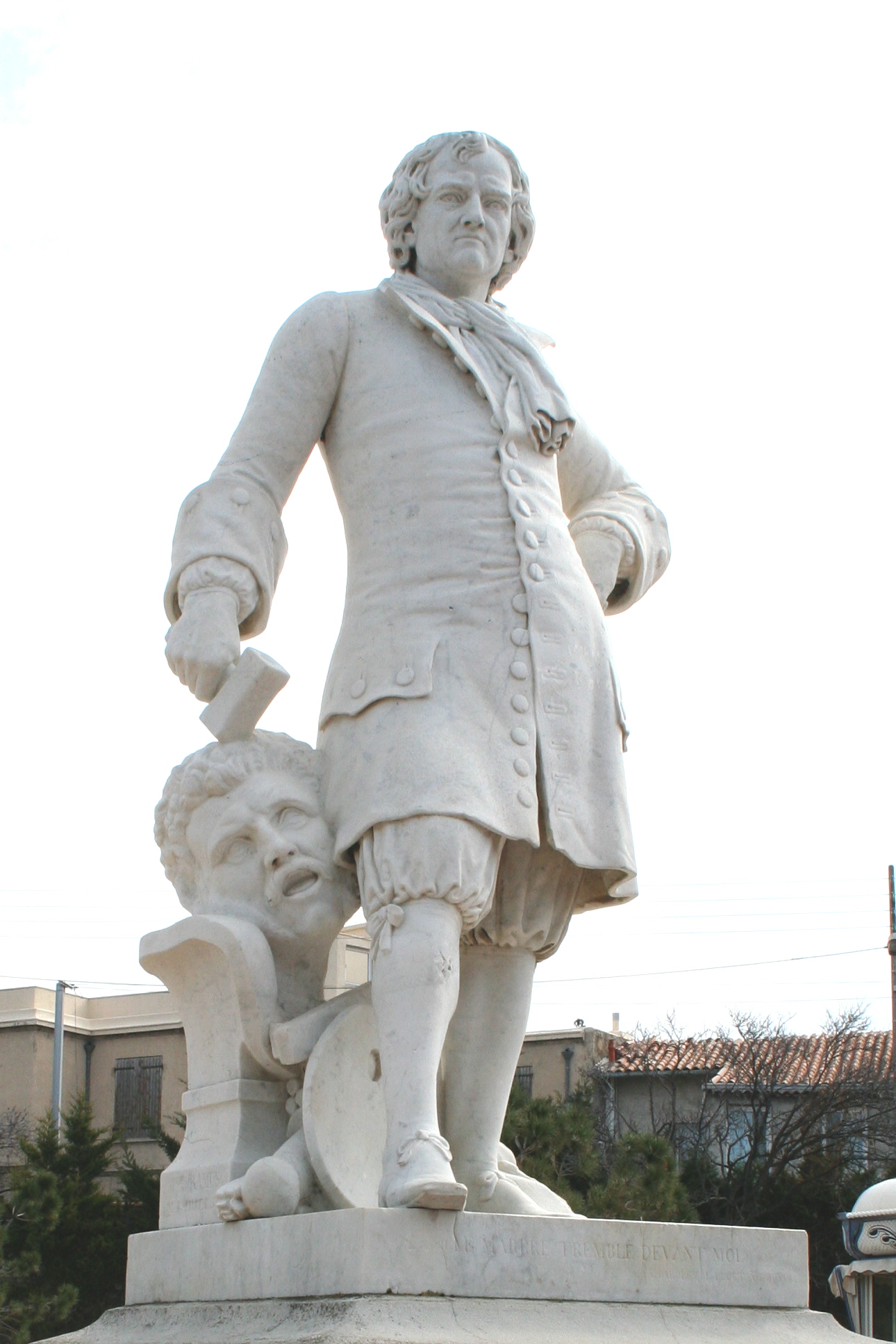
Joseph Marius Ramus, Statue de Puget, Marseille, parc Borély.
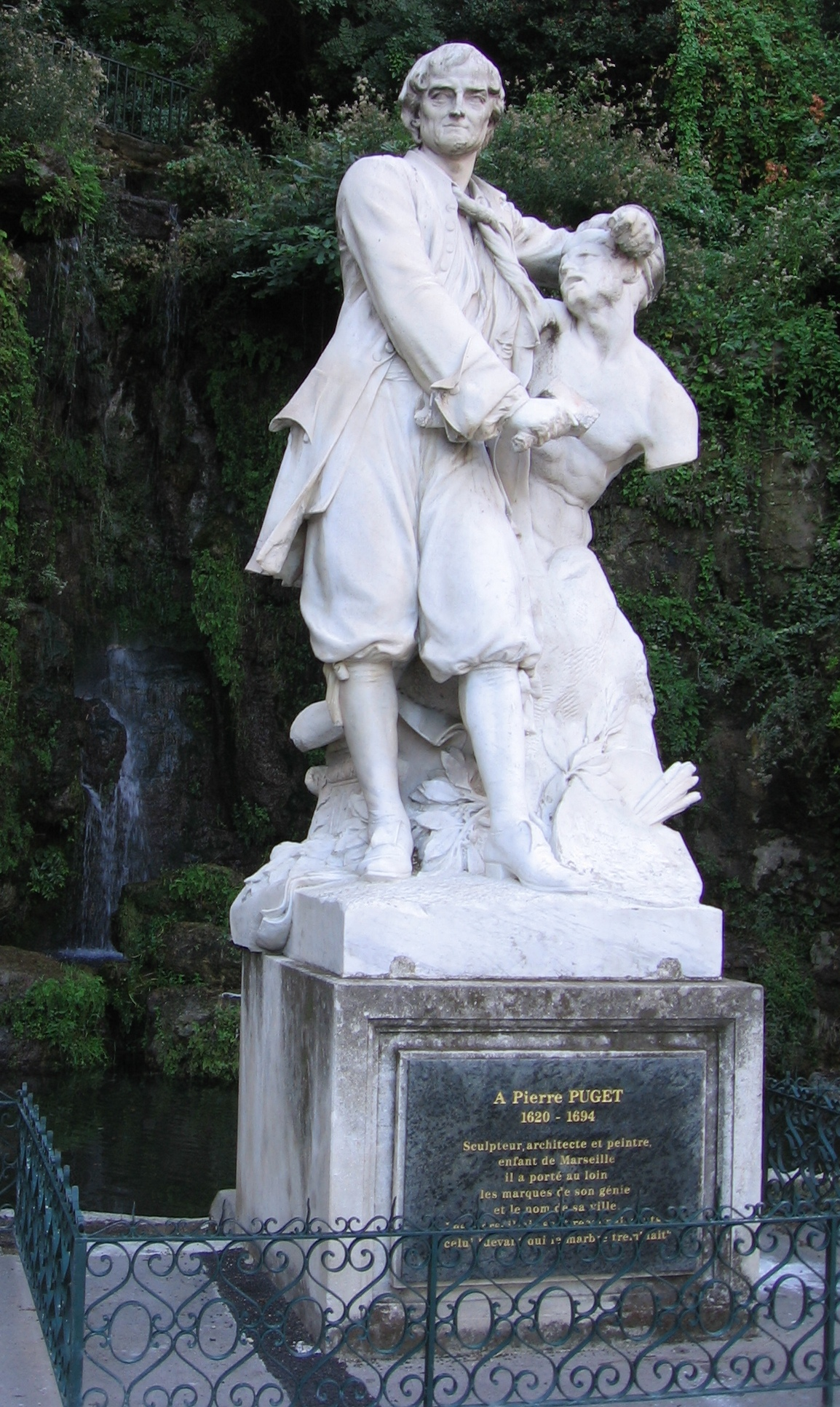
Henri-Édouard Lombard, Monument à Pierre Puget, Marseille.
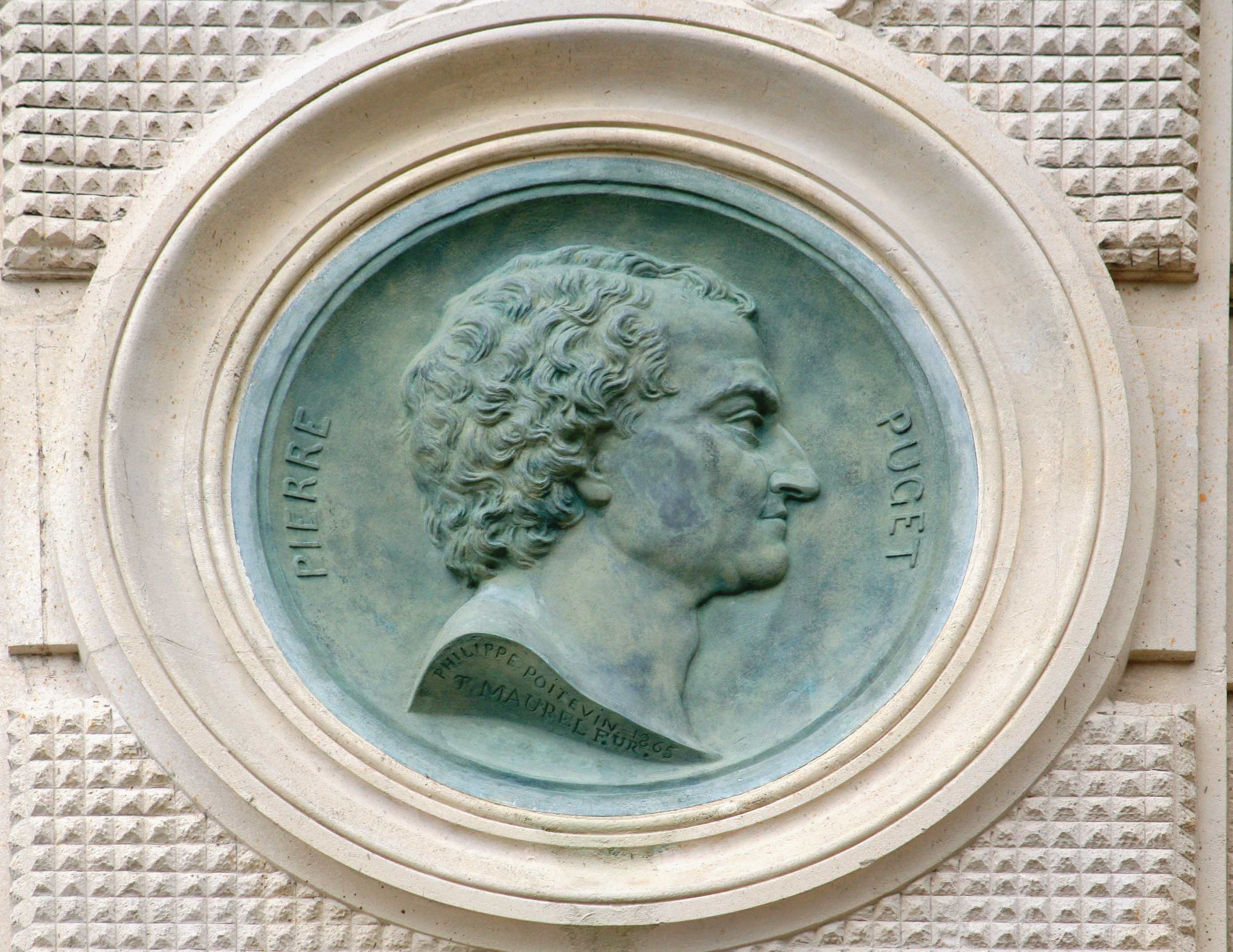
Philippe Poitevin, portrait en médaillon de Puget, bronze, musée des beaux-arts de Marseille.
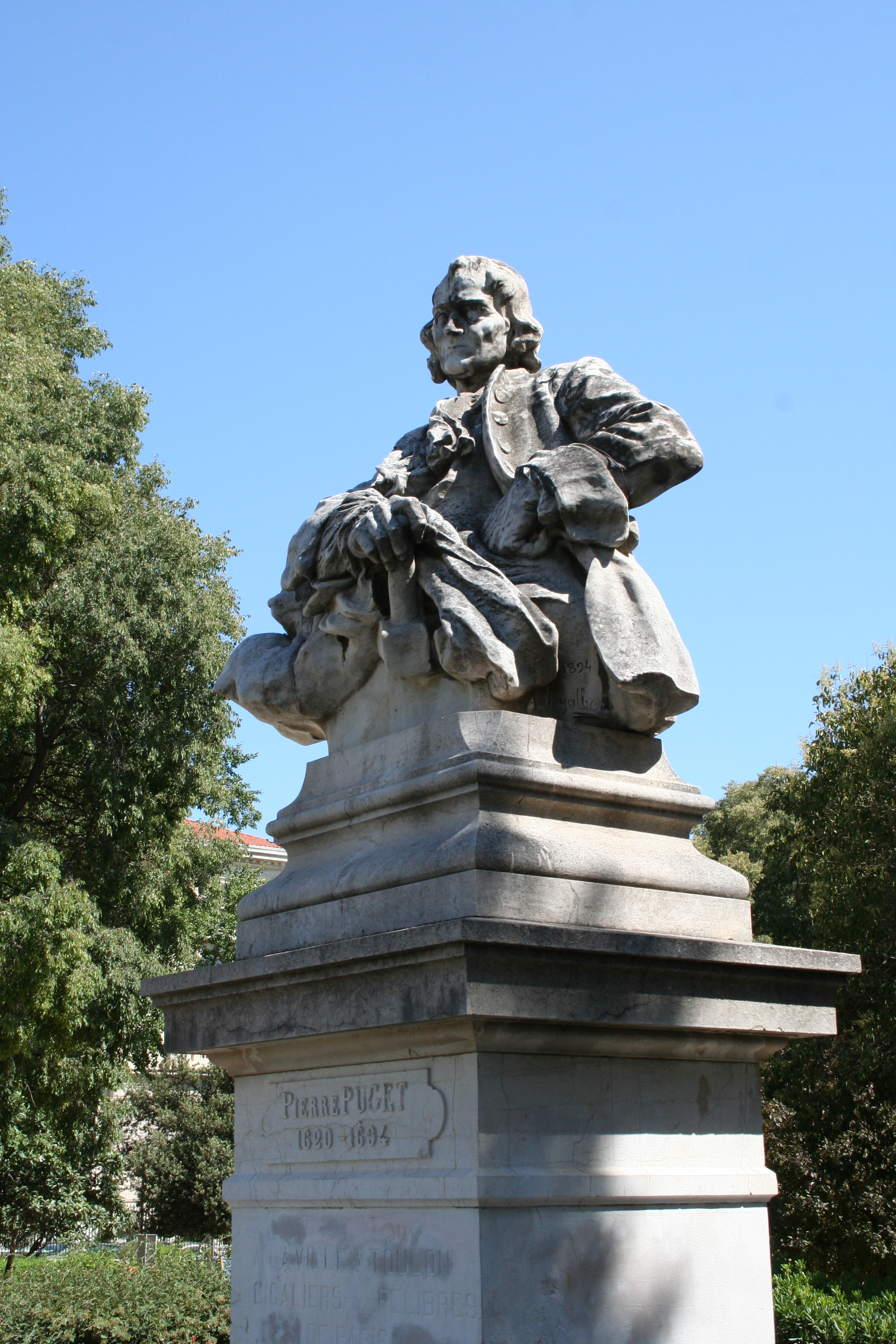
Jean-Antoine Injalbert, Statue de Puget, Toulon, jardin Alexandre Ier.

## Famille
- Paul Puget, dit Paulet (1540-1592) marié avec Jéromine Lieutaud
  - Simon Puget, mort à Marseille le 8 octobre 1622, maître maçon, marié à Marseille, en 1604, avec Marguerite Cauvin (1585-1655), qui ont eu pour enfants (seuls les trois garçons ont atteint l'âge adulte) :
    - Jean Puget (1611-1690)[31], maître maçon et sculpteur, marié en 1642 avec Catherine Donjean,
    - Anne Puget (1613- )
    - Gaspard Puget (6 mars 1615-18 mars 1685),  maître maçon et sculpteur, marié en premières noces, le 23 février 1637 avec Catherine Gaillan, marié en secondes noces, le 6 mars 1651, avec Marthe Allier, dont :
      - Jacques Puget (mort avant 1729), marchand, marié en 1698 avec Madeleine Martin,
        - Rodolphe Puget (Marseille, 1703-Marseille, 1785), architecte,

      - Claire Puget (vers 1655-Marseille, 1709), mariée le 25 août 1669 avec Jean-Baptiste Caravaque (puis Garavaque) (1630- )
        - Jean II (ou III) Caravaque (ou Garavaque) (1673-1754)
        - Joseph Caravaque (1680-1758)
        - Louis Caravaque (Marseille, 1684-Saint-Petersbourg, 1754), peintre de Pierre le Grand,

      - Pierre Puget (1669-1676)

    - Jeanne Puget (1616- ),
    - Virginie Puget (1616- ),
    - Constance Puget (1618- ),
    - Marguerite Puget (1618- ),
    - Pierre Puget (1620-1694), architecte, sculpteur, marié en premières noces, le 8 août 1647, avec Paule Boullet, il marie en secondes noces, le 26 mai 1691 avec Madeleine de Tamborin,
      - François Puget (Toulon, 1651-Marseille, 1707), architecte et sculpteur, marié en premières noces, le 27 juillet 1687, avec Jeanne Joudany (1657- ), marié en secondes noces, le 29 mai 1691, avec Germaine de Mazerat
        - Paule Puget (1673- )
        - Pierre Paul Puget, écuyer, (1683-1773)
        - Jean Baptiste Puget (Marseille, 1681- )
        - Madeleine Puget (Marseille, 1683- )

    - César Puget (1622- )

## Collections publiques
Les principales œuvres de Pierre Puget sont conservées dans les villes suivantes :

### En Allemagne
- Berlin, Alte Nationalgalerie :
  - L'Assomption de la Vierge, bas relief en marbre
  - Hercule au repos, ou Hercule debout, marbre

### Au Canada
- Québec, Musée de l'Amérique francophone : David tenant la tête de Goliath, huile sur toile
- Ottawa, Musée des beaux-arts du Canada : Buste du roi David, marbre avec patine brunâtre[32]

### Aux États-Unis
- Boston, musée des beaux-arts de Boston : Chantier naval près de ruines antiques, plume[33]
- Cleveland, Cleveland Museum of Art :
  - Philosophe, buste en marbre
  - Alexandre Sauli, terre cuite[34]
- Détroit, Detroit Institute of Arts : L'Enlèvement d’Hélène de Troie, bronze

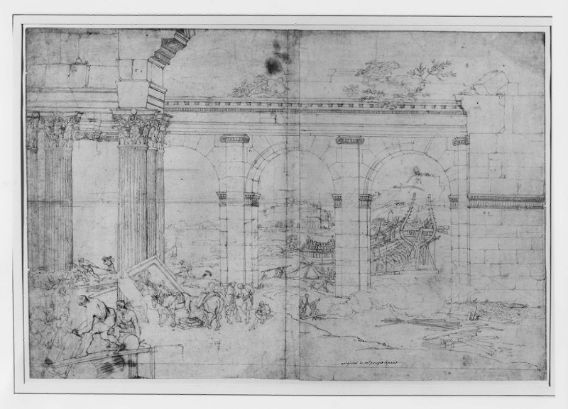
Chantier naval près de ruines antiques, musée des beaux-arts de Boston.

- New York, Metropolitan Museum of Art : Projet de décoration d'un vaisseau, projet de tabernacle, Vaisseau en mer, plume et lavis[35]

### En France
- Aix-en-Provence
  - Musée Granet :
    - La Visitation, huile sur toile
    - Autoportrait, huile sur toile
    - Alexandre Sauli, terre cuite
    - Buste de Marc Aurèle, terre cuite
    - Buste du roi David, terre cuite
    - Buste de Caton, terre cuite

  - Musée des Tapisseries : L’Annonciation, huile sur toile[BJ 3]

- Bayonne, musée Bonnat-Helleu :

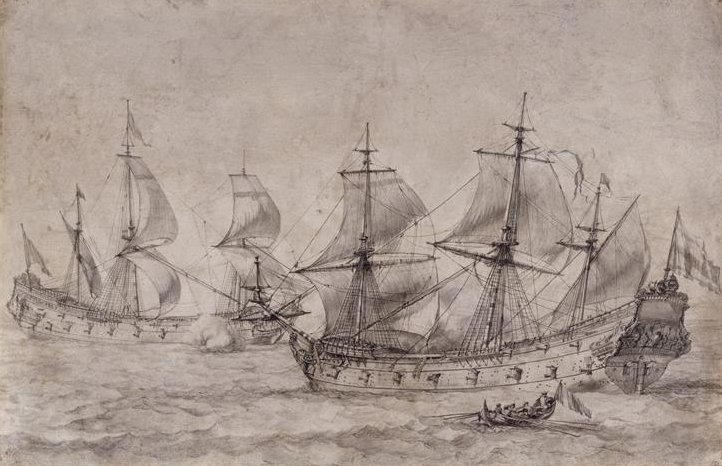
Deux vaisseaux sous voiles, Bayonne, musée Bonnat-Helleu.

  - Deux Vaisseaux sous voiles, plume[BJ 4]
  - Grand Voilier navire de guerre, plume[BJ 5]
- Dijon, musée Magnin : Milon de Crotone, sanguine[BJ 6]
- Grand-Camp (Eure), église paroissiale : Saint Pierre portant les clefs du paradis, huile sur toile
- Gray (Haute-Saône), musée Baron-Martin : Projet de fontaine (Fontaine Borghese), plume et lavis de bistre, 23 x 36 cm
- Lyon, Académie des sciences, belles lettres et arts :
  - Buste de Caton, marbre
  - Buste d'Homère, marbre sur piédouche
- Marseille
  - Musée des beaux-arts :
    - Sainte Cécile, huile sur toile
    - Baptême de Constantin, huile sur toile[BJ 7]
    - Baptême de Clovis, huile sur toile[BJ 8]
    - Le Sacrifice de Noé, huile sur toile
    - Le Sauveur du monde, huile sur toile
    - La Vierge apprenant à lire à l'enfant Jésus, huile sur toile[BJ 9]
    - Le Sommeil de l'Enfant Jésus, huile sur toile
    - La Sainte Famille au palmier, huile sur toile
    - L'Homme au compas ou Portrait de Gaspard Puget, huile sur toile
    - L'Éducation d'Achille, par le centaure Chiron, aquarelle avec rehauts de gouache
    - La Vierge donnant le scapulaire à saint Simon Stock, huile sur toile
    - Projet d'autel et de baldaquin, plume encre noire
    - Projet de relief en marbre représentant l'espérance, plume encre brune
    - La Vierge et l'Enfant Jésus, sanguine
    - Alexandre et Diogène, plume encre noire
    - Étude de cheval, sanguine
    - Deux Galères, plume
    - Vaisseau tirant le canon, plume
    - Vaisseaux contre une colonne en ruine, plume
    - Vaisseaux dans la rade de Marseille, plume
    - Vaisseau en mer, plume
    - Armement d'un vaisseau près d'un chantier naval, plume
    - Embarquement de troupes en rade de La Ciotat, plume
    - Le Port et la Rade de Toulon, plume
    - La Lapidation de saint Étienne, bas-relief en terre cuite
    - Louis XIV, médaillon en marbre
    - Louis XIV à cheval, bas-relief en marbre
    - Salvator Mundi, buste en marbre
    - Le Faune, marbre
    - Le Faune, terre cuite
    - Peste de Milan, bas-relief en marbre
    - Les Armes du Roi, blason de l'hôtel de ville de Marseille

  - Musée Grobet-Labadié :
    - Étude préparatoire pour la statue du bienheureux Alexandre Sauli, lavis
    - Étude d'enfant, sanguine
    - Arrière du vaisseau Île-de-France, plume et lavis
- Montpellier, musée Atger :
  - Projet de tabernacle, plume lavis
  - Milon de Crotone, sanguine
  - Persée et Andromède, sanguine
  - Tempête, plume
- Orléans, musée des Beaux-Arts : L’Adoration des mages, huile sur toile, 67 x 48 cm (disparu durant la Seconde Guerre mondiale)[36].
- Paris
  - École des beaux-arts : Hercule, esquisse en terre cuite
  - Musée du Louvre :
    - Trois Vaisseaux avec les marques de leur dignité, plume
    - Vue de mer, plume encre noire[BJ 10]
    - Galère sortant du port de Marseille, pierre noire[BJ 11]
    - Galère et deux vaisseaux sur voile, réplique du dessin du musée de Toulon intitulé Vue d’une galère et de deux vaisseaux sur mer calme[BJ 12]
    - Vue d'un port avec une façade et un trophée d'armes, plume encre noire[BJ 13]
    - Milon de Crotone, groupe en marbre[BJ 2]
    - Persée délivrant Andromède, groupe en marbre[BJ 14]
    - Alexandre et Diogène, haut-relief en marbre de Carrare[BJ 15]
    - Hercule gaulois[BJ 1]
    - Christ mourant sur la croix, bas-relief en terre cuite[BJ 16]

  - Petit Palais : Saint Sébastien, terre cuite
- Rennes, musée des beaux-arts : Étude pour le Milon de Crotone, lavis)[BJ 17],[37]
- Rouen, musée des beaux-arts :
  - Hercule terrassant l'Hydre de Lerne, ou Hercule du Vaudreuil, sculpture
  - Navire devant un promontoire, pinceau, plume et lavis
- Toulon : 
  - Ancien hôtel de ville : Atlantes, pierre
  - Cathédrale : Apparition de la Vierge au bienheureux Félix de Cantalice, huile sur toile
  - musée d'art : Vue d'une galère et de deux vaisseaux sur mer calme, plume
  - Musée d'Histoire de Toulon et de sa région :
    - Berger à l’agneau, terre cuite)
    - Berger les bras ouverts, terre cuite

### En Italie
- Gênes
  - Eglise saint Siro: Maître-autel, groupe en marbre, bois doré et bronze
  - Église sainte Marie de Carignan :
    - Saint Sébastien, statue
    - Le Bienheureux Alexandre Sauli, groupe en marbre

  - Albergo dei Poveri: Immaculée Conception, statue
  - Musée de Sant Agostino :
    - Vierge à l’Enfant, groupe en marbre[38]
    - Le viol d'Elene, groupe en marbre

  - Oratoire saint Philippe : L'Immaculée Conception, marbre

## Hommages divers
Une strophe du poème « Les phares », dans la section « Spleen et Idéal » des Fleurs du mal de Charles Baudelaire est consacrée à Puget, aux côtés de Rubens, De Vinci, Rembrandt, Michel-Ange, Watteau, Goya, Delacroix : 

« Colères de boxeur, impudences de faune,

Toi qui sus ramasser la beauté des goujats,

Grand cœur gonflé d'orgueil, homme débile et jaune,

Puget, mélancolique empereur des forçats (…) »

Un timbre postal, d'une valeur de 0.2 + 0,1 franc, à l'effigie de Pierre Puget a été émis le 22 mai 1961. Une oblitération premier jour s'est déroulée à Marseille le 21 mai.
Plusieurs expositions ont été organisées en son honneur, notamment en 1970 à l'occasion du trois cent cinquantième anniversaire de sa naissance, et en 1994 pour le tricentenaire de sa mort.
Son nom a été donné à une salle du musée du Louvre à Paris (la cour Puget - dédiée à la sculpture française extérieure du XVIIe siècle au XIXe siècle -, à une place au cœur de Toulon, à une rue de Marseille : le cours Pierre-Puget, à une rue à Ermont et une autre à Sceaux.